# Гагель
Гагель (нем. Gagel) — община в Германии, в земле Саксония-Анхальт. 
Входит в состав района Штендаль. Подчиняется управлению Альтмеркише Хёэ.  Население составляет 125 человек (на 31 декабря 2006 года). Занимает площадь 7,33 км².